# Rollhockey-Weltmeisterschaft 1962
Die Rollhockey-Weltmeisterschaft 1962 war die 15. Weltmeisterschaft in Rollhockey. Sie fand vom 28. März bis zum 5. April 1962 in Santiago de Chile statt. Organisiert wurde das Turnier von der Fédération Internationale de Roller Sports.
Die zehn teilnehmenden Mannschaften spielten im Liga-System gegeneinander.
Es wurden 45 Spiele gespielt, in denen 270 Tore erzielt wurden. Sieger des Turniers wurde Portugal. Es war Portugals neunter Titel, und der vierte in Folge. Es war die erste Weltmeisterschaft außerhalb von Europa.

## Teilnehmer
Am Turnier nahmen folgende elf Mannschaften teil:
| 6 aus Europa | Schweiz | Spanien | Portugal (Titelverteidiger) | Italien | Niederlande | Deutschland |  |

| 4 aus Südamerika | Argentinien | Brasilien | Chille (Gastgeber) | Uruguay |  |

## Liga
| Mannschaften   | Brasilien | Chile  | Argentinien | Italien | Uruguay | Portugal | Schweiz | Niederlande | Spanien 1945 | Deutschland Bundesrepublik |
| -------------- | --------- | ------ | ----------- | ------- | ------- | -------- | ------- | ----------- | ------------ | -------------------------- |
| Brasilien      | -         |        |             |         |         |          |         |             |              |                            |
| Chile          | (4:1)     | -      |             |         |         |          |         |             |              |                            |
| Argentinien    | (8:3)     | (3:2)  | -           |         |         |          |         |             |              |                            |
| Italien        | (6:3)     | (4:1)  | (3:0)       | -       |         |          |         |             |              |                            |
| Uruguay        | (1:0)     | (3:2)  | (0:4)       | (2:4)   | -       |          |         |             |              |                            |
| Portugal       | (11:2)    | (10:2) | (9:1)       | (2:2)   | (10:1)  | -        |         |             |              |                            |
| Schweiz        | (4:4)     | (1:8)  | (5:1)       | (3:3)   | (4:3)   | (0:5)    | -       |             |              |                            |
| Niederlande    | (4:2)     | (3:3)  | (1:2)       | (1:2)   | (1:1)   | (1:7)    | (3:7)   | -           |              |                            |
| Spanien        | (7:0)     | (2:1)  | (4:0)       | (1:2)   | (2:1)   | (0:0)    | (5:2)   | (5:2)       | -            |                            |
| BR Deutschland | (4:6)     | (3:2)  | (0:2)       | (2:2)   | (3:4)   | (0:6)    | (2:4)   | (1:5)       | (0:7)        | -                          |

### Tabelle
| Pl. | Team           | Sp | S | U | N | Tore  | Diff | Punkte |
| --- | -------------- | -- | - | - | - | ----- | ---- | ------ |
| 1   | Portugal       | 9  | 7 | 2 | 0 | 60:9  | +51  | 16     |
| 2   | Italien        | 9  | 6 | 3 | 0 | 28:15 | +13  | 15     |
| 3   | Spanien        | 9  | 7 | 1 | 1 | 33:8  | +25  | 15     |
| 4   | Schweiz        | 9  | 4 | 2 | 3 | 30:34 | −4   | 10     |
| 5   | Argentinien    | 9  | 5 | 0 | 4 | 21:27 | −6   | 10     |
| 6   | Uruguay        | 9  | 3 | 1 | 5 | 16:30 | −14  | 7      |
| 7   | Niederlande    | 9  | 2 | 2 | 5 | 21:30 | −9   | 6      |
| 8   | Chile          | 9  | 2 | 1 | 6 | 25:30 | −5   | 5      |
| 9   | Brasilien      | 9  | 1 | 1 | 7 | 21:49 | −28  | 3      |
| 10  | BR Deutschland | 9  | 1 | 1 | 7 | 15:38 | −23  | 3      |